# Championnats du monde de jiu-jitsu brésilien
 (octobre 2022).

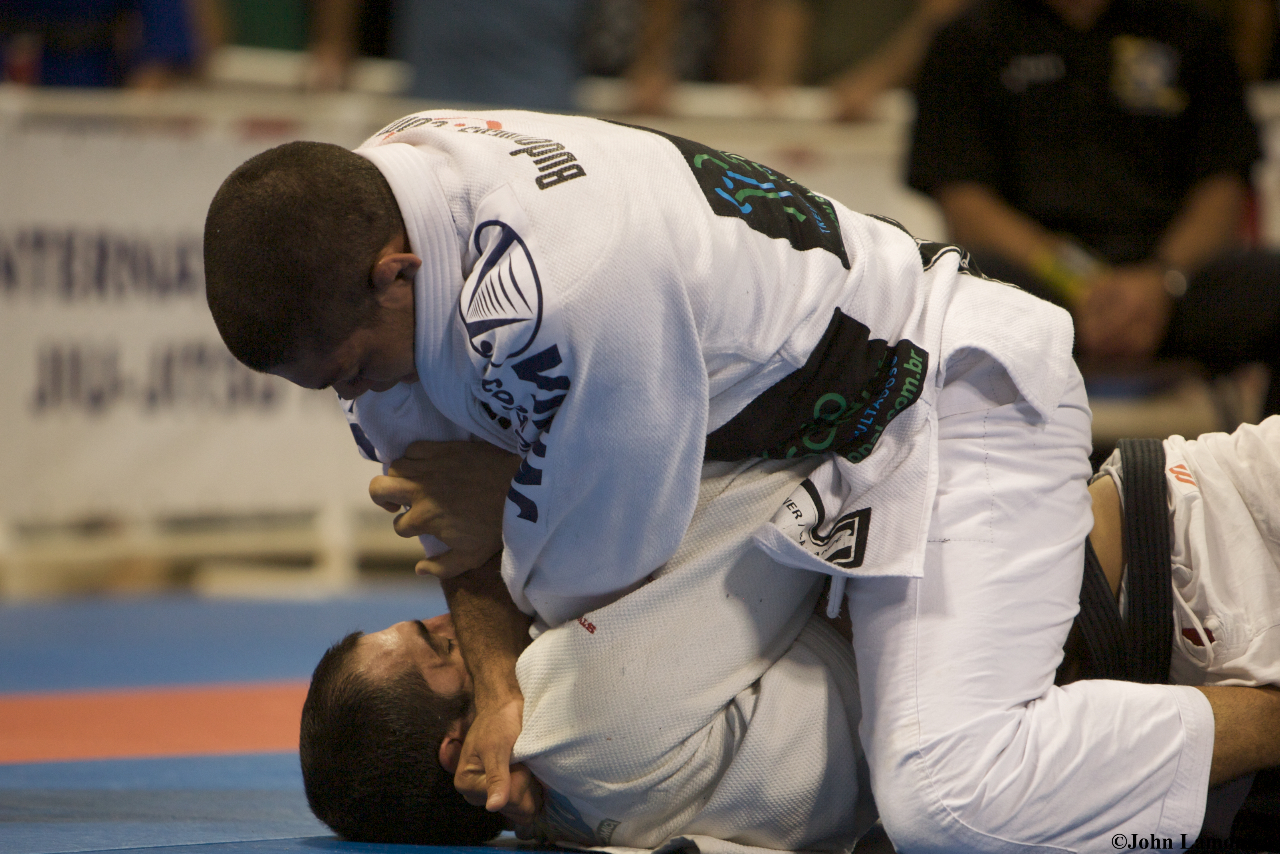

Les Championnats du monde de jiu-jitsu brésilien (anglais : World Jiu-Jitsu Championship; portugais : Campeonato Mundial de Jiu-Jitsu) sont considérés comme la plus prestigieuse compétition internationale de jiu-jitsu brésilien.
Ils sont organisés tous les ans par l'International Brazilian Jiu-Jitsu Federation depuis 1996.
La première édition se déroule au Tijuca Tênis Clube gymnasium de Rio de Janeiro et pendant onze ans, les championnats sont tous organisés au Brésil. Ce n'est qu'en 2007 que le tournoi quitte la terre natale de la discipline pour se tenir à la California State University de Long Beach en Californie. La participation a progressivement augmentée depuis sa création pour accueillir lors des championnats de 2005 plus de 1 650 compétiteurs dont 250 athlètes étrangers, s'affrontant devant une foule de plus de 12 000 spectateurs.

## Catégorie de poids
Les mondiaux ont 10 catégories de poids, allant des moins 57 kg au plus de 100,5 kg. Les catégories de poids sont les suivantes :
- Absolute (Open Weight): catégorie libre, tous les combattants peuvent y participer quel que soit leur poids.
- Super Super Heavyweight: plus de 100,5 kg
- Super Heavyweight: moins de 100,5 kg
- Heavyweight: moins de 94,3 kg
- Medium Heavyweight: moins de 88,3 kg
- Middleweight: moins de 82,3 kg
- Lightweight: moins de 76 kg
- Featherweight: moins de 70 kg
- Super Featherweight: moins de 64 kg
- Roosterweight: moins de 57 kg

Tous les athlètes doivent être pesés avec leur Gi.

## Les champions du monde IBJJF en ceinture noire

### 2007
Hommes (adultes) :
- galo (-57,50 kg) : Bruno Malfacine
- Pluma (-64 kg) : Robson Moura
- Pena (-70 kg) : Rubens Charles
- Leve (-76 kg) : Lucas Lepri
- Medio (-82,3 kg) : Lucas Leite
- Meio pesado (-88,3 kg) : Romulo Barral
- Pesado (-94,3 kg) : Alexandre Ribeiro
- Super Pesado (-100,50 kg) : Roger Gracie
- Pesadissimo (+100,5 kg) : Rafael Lovato
- Absoluto : Roger Gracie

### 2008
Hommes (adultes) :
- galo (-57,50 kg) : Caio Terra
- Pluma (-64 kg) : Samuel Braga
- Pena (-70 kg) : Rubens Charles
- Leve (-76 kg) : Celso Vinicius
- Medio (-82,3 kg) : Sergio Moraes
- Meio pesado (-88,3 kg) : Andre Galvao
- Pesado (-94,3 kg) : Alexandre Ribeiro
- Super Pesado (-100,50 kg) : Antonio Braga Neto
- Pesadissimo (+100,5 kg) : Roger Gracie
- Absoluto : Alexandre Ribeiro

### 2009
Hommes (adultes) :
- galo (-57,50 kg) : Bruno Malfacine
- Pluma (-64 kg) : Guilherme Mendes
- Pena (-70 kg) : Rubens Charles
- Leve (-76 kg) : Michael Langhi
- Medio (-82,3 kg) : Marcelo Garcia
- Meio pesado (-88,3 kg) : Romulo Barral
- Pesado (-94,3 kg) : Braulio Estima
- Super Pesado (-100,50 kg) : Roger Gracie
- Pesadissimo (+100,5 kg) : Gabriel Vella
- Absoluto : Roger Gracie

Femmes (adultes) :
- Pluma : Leticia Ribeiro
- Pena : Bianca Barreto
- Leve : Luanna Alzuguir
- Medio : Hannette Staack
- Meio pesado : Penny Thomas
- Pesado : Lana Stefanac
- Absoluto : Lana Stefanac

### 2015
Femmes (adultes) :
- moins de 59 kg : Mackenzie Dern

### 2016
Femmes (adultes) :
- moins de 59 kg : Mackenzie Dern